# Stiphrolamyra rubicunda
Stiphrolamyra rubicunda là một loài ruồi trong họ Asilidae. Stiphrolamyra rubicunda được Oldroyd miêu tả năm 1947. Loài này phân bố ở vùng Cổ Bắc giới.